# Дивизија појма
Дивизија или деоба појма представља логички процес којим се утврђује обим неког појма. 

## Обим појма
Обим појма представља скуп свих нижих појмова на који се дати појам односи. Нпр. сви троуглови се могу поделити на оштроугле, правоугле и тупоугле. Правоугли, тупоугли и оштроугли троуглови су нижи појмови у односу на појам троугла, тако да они улазе у обим тог појма. Појам троугла се може поделити и по другим критеријумима на њему ниже појмове, рецимо на: једнакостраничне, једнакокраке и неједнакостраничне, који такође улазе у обим појма троугла. Сваки појам поред обима има и свој садржај. Садржај појма представља скуп свих битних карактеристика појма о коме се мисли. Нпр. ако знамо да је троугао геометријски облик који има три угла и три странице, онда нам је познат садржај појма троугла. Садржај појма се утврђује другим логичким процесом који се назива дефиниција. 

## Елементи дивизије (деобе)
Ако се пажљиво погледа било која дивизија (деоба), може се приметити да се у њој разликује:
1. Totum divisionis - појам чији обим том дивизијом утврђујемо
2. Principium divisionis - принцип или критеријум по ком вршимо дивизију датог појма
3. Membra divisionis - чланове деобе, односно ниже појмове које смо том дивизијом добили.[2]

Када је извршена подела троуглова на: једнакостраничне, једнакокраке и неједнакостраничне, totum divisionis био је троугао, рrincipium divisionis дужина страница, а membra divisionis су једнакостранични, једнакокраки и неједнакостранични. У зависности од тога колико чланова деобе има дата дивизија, говори се о дихотомијама (два члана деобе), трихотомијама (три члана деобе, као у примеру са троугловима), тетратомијама (четири члана деобе)...

## Правила дивизије (деобе)
Да би се неки појам исправно поделио на њему ниже појмове, односно да би се извршила логички правилна дивизија, неопходно је придржавати се извесних правила.
1. Адекватност дивизије - да би дивизија била адекватна потребно је навести тачно онолико чланова дивизије колико их de facto има. Ако би троуглови били подељени само на правоугле и оштроугле, то би била преуска дивизија, јер смо изоставили тупоугле. Неадекватна подела била би и ако бисмо троуглове поделили на правоугле, оштроугле, тупоугле и, рецимо, ромбове, јер ромбови не припадају овој подели. То би био пример прешироке дивизије.
2. Јединственост дивизије - да би дивизија била јединствена потребно је дати појам поделити истовремено само по једном критеријуму; дакле троуглове истовремено не би требало делити по дужини страна или по оштрини углова, јер би у том случају дивизија била збркана и конфузна.
3. Поступност дивизије - да би дивизија неког појам била исправана он мора бити подељен на своје најближе ниже појмове. Дакле, не би била извршена логички исправна дивизија ако би појам геометријских облика одмах био подељен на ромбове, једнакостраничне троуглове, трапезе, кругове..., јер би на тај начин била игнорисана претходно извршена дивизија на геометријске облике омеђене правим дужима и на оне које су омеђене кривим линијама.[4]

Наравно, сваки појам добијен дивизијом је могуће и даље делити на све ниже појмове (само је важно водити рачуна о поступности) и тада говоримо о поддеоби или субдивизији.